# 금진초등학교 (경남)
금진초등학교는 대한민국 경상남도 사천시 서포면 금진1길 29 (금진리)에 있었던 공립 초등학교이다.

## 연혁
- 1938년 5월 23일 서포공립심상소학교 부설 금진간이학교 개교(설립인가 5월 13일)
- 1943년 7월 24일 금진공립국민학교 설립인가
- 1981년 3월 5일 병설유치원 개원
- 1996년 3월 1일 금진초등학교로 개칭
- 1999년 2월 19일 제51회 졸업식(총 2401명 졸업)
- 1999년 9월 1일 폐교 (서포초등학교로 통합)